# Ángel Tejeda
Ángel Gabriel Tejeda Escobar (ur. 1 czerwca 1991 w El Progreso) – honduraski piłkarz występujący na pozycji napastnika lub skrzydłowego, reprezentant Hondurasu, od 2023 roku zawodnik Olancho.